# Geert van der Weijst
Geert van der Weijst (n. 6 de abril de 1990) es un ciclista profesional neerlandés que actualmente corre para el equipo Team 3M.

## Palmarés
2012
- 1 etapa del Tour de Gironde.

2013
- 1 etapa del Tour de Gironde.
- 1 etapa del Kreiz Breizh Elites.
- Tour de Düren

2014
- 1 etapa del Tour de Loir-et-Cher.
- 1 etapa del Tour de Gironde.

2015
- Omloop van het Waasland.